# 카테지나 루스
카테지나 루스(영어: Katejina Loos, 일본어: カテジナ・ルース)는 TV 애니메이션 《기동전사 V 건담》에 등장하는 가공의 인물이다. 나이는 17세이며, 성우는 와타나베 쿠미코가 담당하였다.

## 인물
포인트 카사렐리아 인근 도시 우이크에서 상점을 운영하는 테글라시 루스의 딸이다. 가정을 돌보지 않고 다른 여자를 만나는 아버지와 그것을 빌미로 자신도 애인을 만들던 어머니에게 환멸을 느끼고 있었다. 웃소 에빈과는 원래 펜팔 친구 사이였지만 웃소로부터 일방적으로 메일이 날라오는 것을 때때로 달갑지 않게 여긴다. 전쟁으로 인한 피해를 피하기 위해 리가 밀리티어와 행동을 같이 하지만 어린 아이들이 전쟁에 휘말려 들어가는 가운데 웃소를 모빌 슈트의 파일럿으로 내모는 리가 밀리티어의 어른들에게 점차 혐오감을 느끼게 된다.

## 같이 보기
- 기동전사 V 건담